# Allen (Nueva York)
Allen es un pueblo ubicado en el condado de Allegany en el estado estadounidense de Nueva York. En el año 2000 tenía una población de 462 habitantes y una densidad poblacional de 5 personas por km².

## Geografía
Allen se encuentra ubicado en las coordenadas 42°23′09″N 78°00′55″O / 42.38583, -78.01528.

## Demografía
Según la Oficina del Censo en 2000 los ingresos medios por hogar en la localidad eran de $27 386, y los ingresos medios por familia eran $29 688. Los hombres tenían unos ingresos medios de $26 528 frente a los $21 563 para las mujeres. La renta per cápita para la localidad era de $13 830. Alrededor del 18.7% de la población estaban por debajo del umbral de pobreza.